# Peinado ondulado

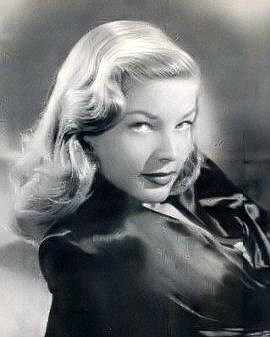
Foto de Lauren Bacall con cabello ondulado

La actriz de Hollywood Marilyn Monroe con cabello ondulado en 1952.

Un peinado ondulado es aquel que adopta una forma ondulada en parte o en todo su volumen. Depende del crecimiento de su folículo piloso. Desde finales del siglo XIX, se pueden aplicar medios térmicos o químicos con el cabello envuelto en rulos, creando la llamada onda permanente o simplemente permanente ya que dura varios meses, de ahí el nombre.
Para conseguir un peinado ondulado se recomienda mojar el cabello ligeramente. Entonces, se aplica un producto fijador que puede ser un gel o una espuma. Tras haberlo distribuido por zonas en todo el cabello, se moldea con la mano y luego se seca ligeramente con el difusor. Para la parte superior, se actuará colocando la cabeza hacia abajo con el fin de aumentar volumen. También se pueden utilizar pinzas para terminar de fijar el cabello.
Si lo que se pretende es tener una cabellera ondulada, es más sencillo partiendo de cabellos rizados. Se recomienda secar el cabello completamente y utilizar rulos calientes para darle forma. Se tomarán mechones grandes de pelo a ambos lados de la cabeza que se enrollarán en el rulo. Si el pelo es liso es conveniente secar el cabello hacia abajo para darle volumen y después de ondularlo utilizar un peine de púas anchas.